# Joseph Séguy
Joseph Séguy, né en 1689 à Rodez et mort le 25 mars 1761 à Meaux, est un homme d'Église français.

## Biographie
Joseph Séguy est prédicateur du roi, auteur de Panégyriques de saints, de Sermons pour les principaux jours du carême et d'un Nouvel essai de poésies sacrées dans lequel il met en vers les Psaumes et les Cantiques de la Bible.
Il est nommé par le roi en novembre 1729, abbé commendataire de l'abbaye Sainte-Élisabeth de Genlis, dont il prend possession le 13 février 1730. Il est chanoine de Meaux.
Il est élu membre de l'Académie française en 1736 au fauteuil no 36.